# What's New? (album)
| Recensione | Giudizio |
| ---------- | -------- |
| AllMusic   |          |

What's New? è un album in studio del sassofonista jazz statunitense Sonny Rollins, pubblicato dalla RCA Victor Records nel settembre del 1962 .

## Tracce
LP (1962, RCA Victor Records, LPM 2572/LSP 2572)
Lato A
1. If Ever I Would Leave You – 11:56 (testo: Alan Jay Lerner – musica: Frederick Loewe) – Registrato il 25 aprile 1962 a New York
2. Jungoso – 10:36 (musica: Sonny Rollins) – Registrato il 14 maggio 1962 a New York

Lato B
1. Bluesongo – 4:35 (musica: Sonny Rollins) – Registrato il 14 maggio 1962 a New York
2. The Night Has a Thousand Eyes – 9:05 (testo: Buddy Bernier – musica: Jerry Brainin) – Registrato il 5 aprile 1962 a New York
3. Brownskin Girl – 6:42 (musica: Sonny Rollins) – Registrato il 26 aprile 1962 a New York

## Musicisti
- Sonny Rollins – sassofono tenore (in tutti i brani)
- Jim Hall – chitarra (eccetto nei brani: Jungoso e Bluesongo)
- Bob Cranshaw – contrabbasso (in tutti i brani)
- Ben Riley – batteria (eccetto nei brani: Jungoso e Bluesongo)
- Dennis Charles – percussioni (eccetto nei brani: Jungoso e Bluesongo)
- Frank Charles – percussioni (eccetto nei brani: Jungoso e Bluesongo)
- Willie Rodriguez – percussioni (eccetto nei brani: Jungoso e Bluesongo)
- Candido – percussioni (solo nei brani: Jungoso e Bluesongo)

### Produzione
- George Avakian e Bob Prince – produzione
- Registrazioni effettuate al RCA Victor's Studio B, New York City, New York
- Ray Hall – ingegnere delle registrazioni
- David B. Hecht – foto copertina album originale
- George Avakian – note retrocopertina album originale [4]